# Stazione di La Ciotat-Ceyreste
La stazione di La Ciotat-Ceyreste è una stazione ferroviaria posta lungo la linea Marsiglia-Ventimiglia a servizio del comune di La Ciotat.

## Cinema
La stazione è stata resa celebre dal cortometraggio dei fratelli  Auguste e Louis Lumière L'arrivo di un treno alla stazione di La Ciotat del 1896.
La stazione ha assunto la denominazione attuale nel 2018, prima d'allora era chiamata semplicemente La Ciotat.